# Fitzroy-Island-Nationalpark
Der Fitzroy-Island-Nationalpark (engl.: Fitzroy Island National Park) ist ein Nationalpark im Nordosten des australischen Bundesstaates Queensland.
Fitzroy Island, die Insel, die der Nationalpark bedeckt, wird auch Koba oder Gabar genannt.
Der Aboriginesstamm der Kobaburra (oder auch Gaba:ra) aus der Sprachgruppe der Gungganyji sind besonders mit dieser Insel verbunden.
Als Nationalpark in Queensland unterliegt die Insel mit ihren natürlichen und kulturellen dem Nature Conservation Act 1992 und ihr größter Teil ist daher der Öffentlichkeit nicht zugänglich. Die meisten Besucher halten sich im westlichen Teil der Insel auf, wo sich die Anlegestelle und der Resort befinden. Dort kann man auch am besten tauchen.

## Lage
Der Fitzroy-Island-Nationalpark liegt 22 Kilometer östlich von Cairns auf dem australischen Festlandsockel.

## Die Insel
Fitzroy Island ist eine Insel des Festlandssockels und keine Koralleninsel. Das Gebiet wurde zur Insel, als zum Ende der letzten Eiszeit der Meeresspiegel anstieg und so das Meer das Gelände zwischen einem Hügel, der heute Fitzroy Island ist, und dem Cape Grafton überflutete. Über 10.000 Jahre lang bildeten sich seit dieser Zeit Korallenriffe in der geschützten Bucht auf der Westseite der Insel und an der Küste entstand lichter Regenwald.

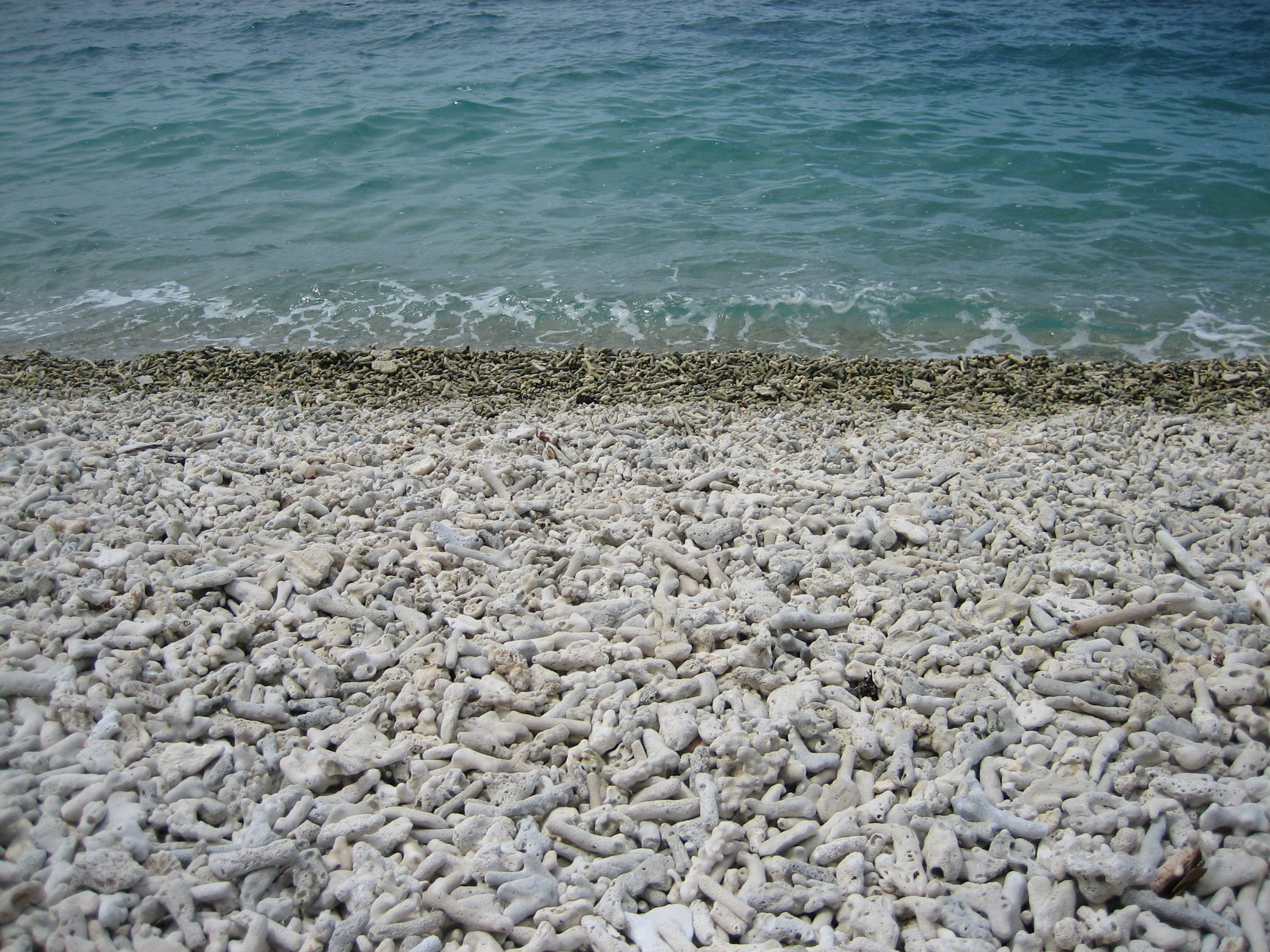
Coral Beach, Fitzroy Island

Fitzroy Island wurde von den Menschen in vielfältiger Weise genutzt. Es ist Teil des ehemaligen Siedlungsgebietes der Aborigines von Stamme der Gurabana Gungandji, die ihre Entstehung in einem Mythos der Traumzeit verarbeitet haben. Sie nutzten die Insel zum Jagen und zum Fischen. 1778 benannte Leutnant James Cook die Insel nach dem Familiennamen des damaligen Duke of Grafton, der britischer Premierminister war, als sein Schiff, die Endeavour von Großbritannien lossegelte. Im 19. Jahrhundert fischte man um Fitzroy Island nach Perlen und Trepang. Heute noch gibt es eine Riesenmuschelstation in der Welcome Bay. Anfang des 20. Jahrhunderts wurde die Insel als Teil einer Aborigines-Missionsstation genutzt, im Zweiten Weltkrieg als Geschützstand und später als Touristenort.
Die Insel war auch Standort eines Leuchtturms, der die Schiffe in der Grafton-Passage vor den Riffen um die Insel warnte. Auf Little Fitzroy Island vor der Nordostspitze der Hauptinsel, steht heute noch ein kleiner, automatischer Leuchtturm. Ein alter, aufgelassener Leuchtturm befindet sich auf der Hauptinsel, direkt oberhalb des neuen Leuchtturms. Man kann es auf dem Rundwanderweg erreichen.
Die Isolierung von Fitzroy Island vom Festland führte zu einer eigenen Fauna mit nur wenigen Säugetieren. Die dominierenden Raubtiere auf der Insel sind Reptilien, besonders Schlangen wie die Braune Nachtbaumnatter und Grüner Baumpython, Warane und Skinke. Letztere sind besonders verbreitet und man kann sie häufig beim Wandern auf der Insel beobachten. Es gibt keine Giftschlangen auf Fitzroy Island, aber der Biss der Python ist schmerzhaft und kann zu Entzündungen führen.

## Wanderwege

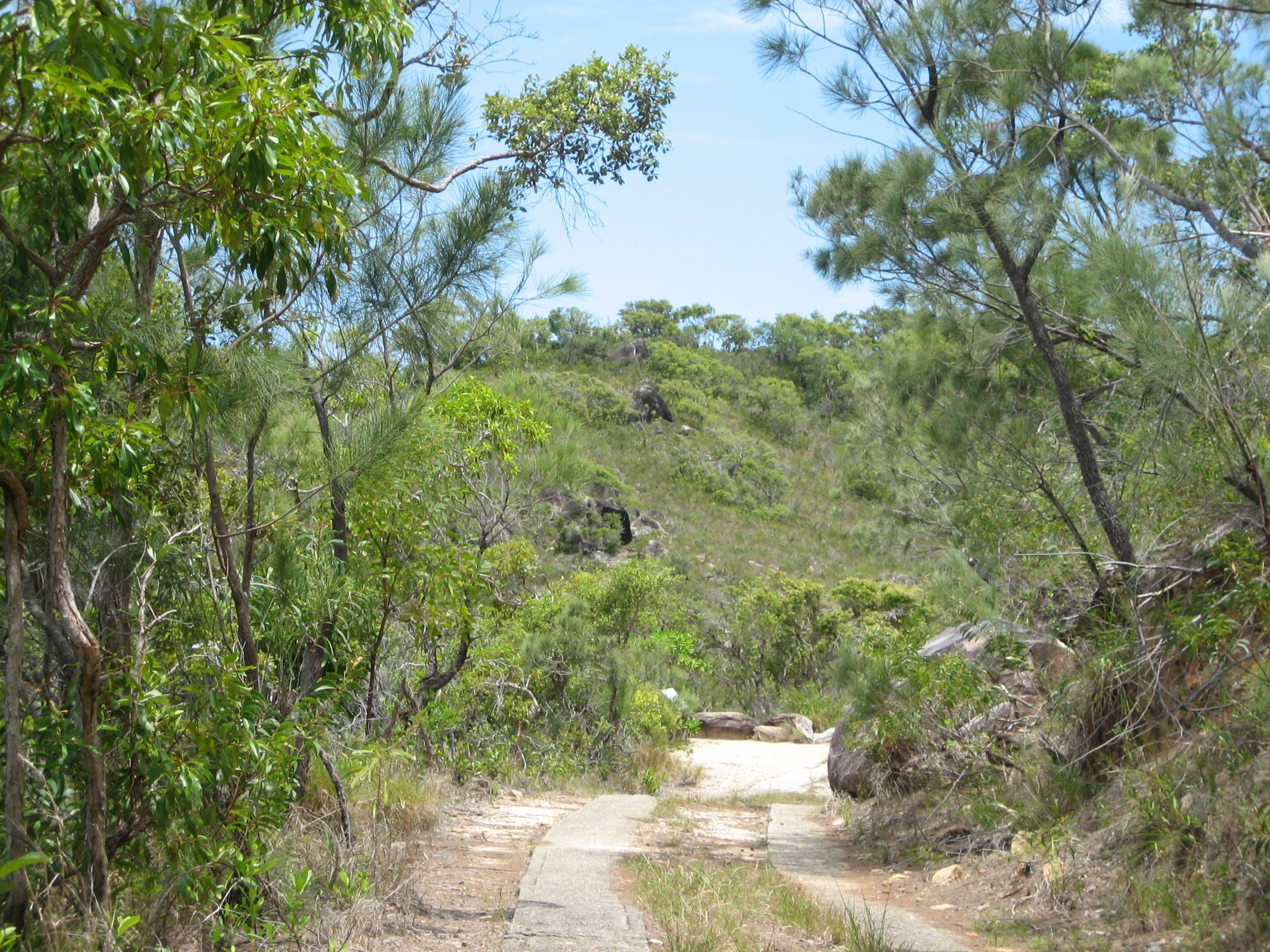
Wanderweg, Fitzroy Island

Es gibt einen Wanderweg zur Nordspitze der Insel, zum Leuchtturm an der Nordwestspitze auf Little Fitzroy Island und zum höchsten Punkt der Insel, der einen Rundumausblick auf Korallenriffe und Cape Grafton bietet. Von diesem höchsten Punkt aus kann man an klaren Tagen sogar die Frankland-Inseln im Süden erkennen. Der Wanderweg führt dann wieder zurück zum Resort.
Den Nudey Beach erreicht man auf dem Wanderweg am südlichen Ende des Resorts. Er führt durch den Regenwald und bietet gelegentlich Ausblicke auf Cape Grafton. Dann führt er zum Nudey Beach hinunter, der früher als FKK-Badestrand diente. Dort kann man auch Tauchen.

## Tauchen

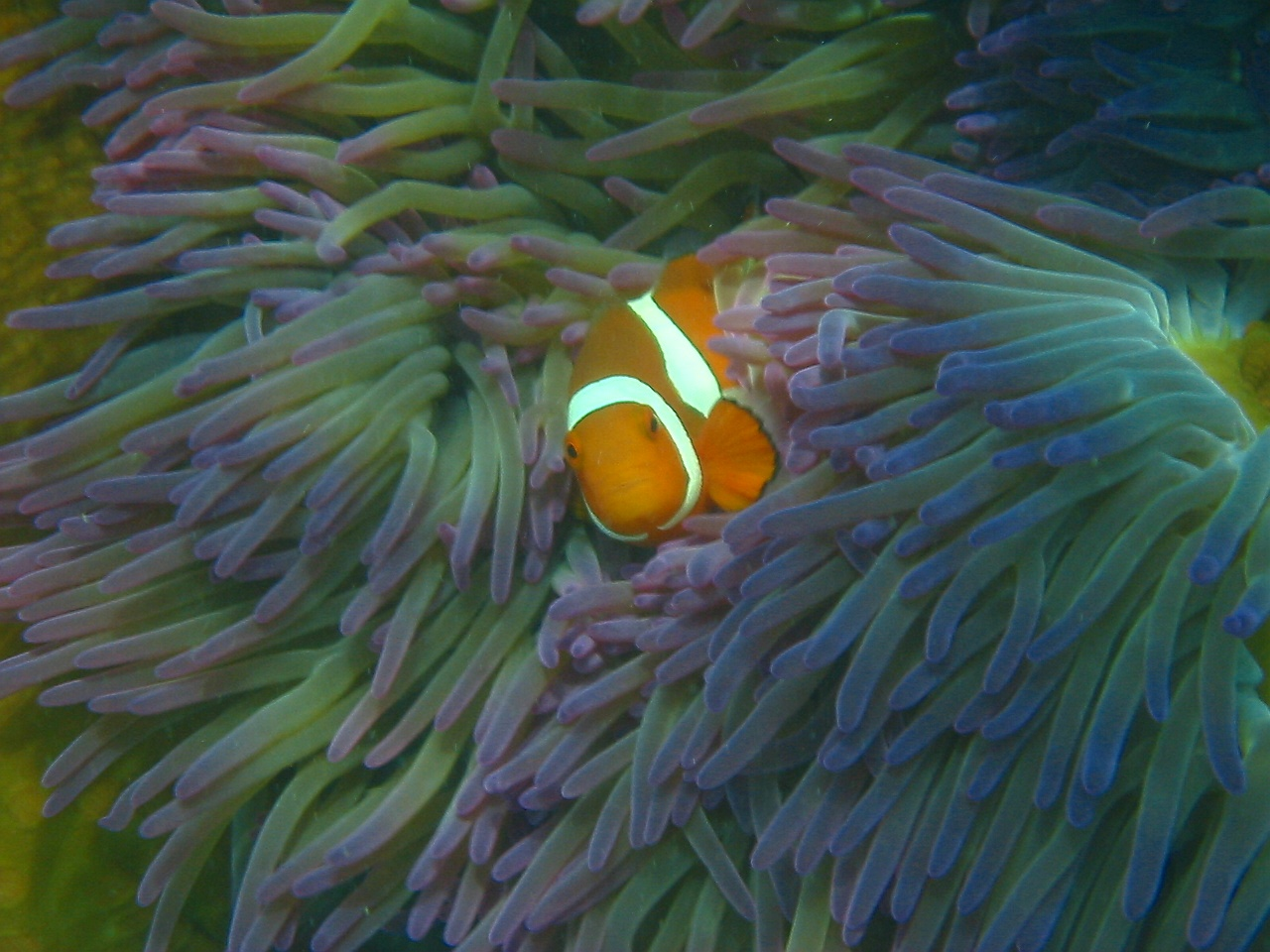
Clownfisch in der Welcome Bay, Fitzroy Island

Das zerklüftete Riff liegt in einiger Entfernung vom Strand am nördlichen Ende der Welcome Bay. Es beginnt am gut sichtbaren Bird Rock und verläuft fast die gesamte Strecke bis zur Anlegestelle, wo sich ein kleiner Durchbruch befindet, der es den Booten ermöglicht, zur Anlegestelle zu gelangen. Bei den Felsen am südlichen Ende des Strandes beginnt das Riff erneut und verläuft um das Kap herum bis zum Nudey Beach. An dieser Stelle ist es sehr nahe am Strand – eigentlich nur einige Schritte entfernt. Die Gefahren beim Tauchen um Fitzroy Island werden häufig unterschätzt. Die Sichtweite im Wasser ist oft gering, besonders nach stürmischem Wetter, aber die Korallen sind wunderbar anzusehen und die Vielfalt der Fische ist großartig. Man trifft häufig auf Clownfische (Amphiprion percula) und andere Anemonenfische, Papageifische und Lippfische. Auch die Suppenschildkröte kreuzt gelegentlich den Weg der Taucher.
Das Auftreten von Würfelquallen (Chironex fleckeri) um Fitzroy Island ist wegen des nur vier Kilometer breiten Kanals zwischen der Insel und dem Festland unwahrscheinlich, aber es wurden schon gelegentlich welche gefunden, ebenso wie andere Feuerquallen.

## Resort

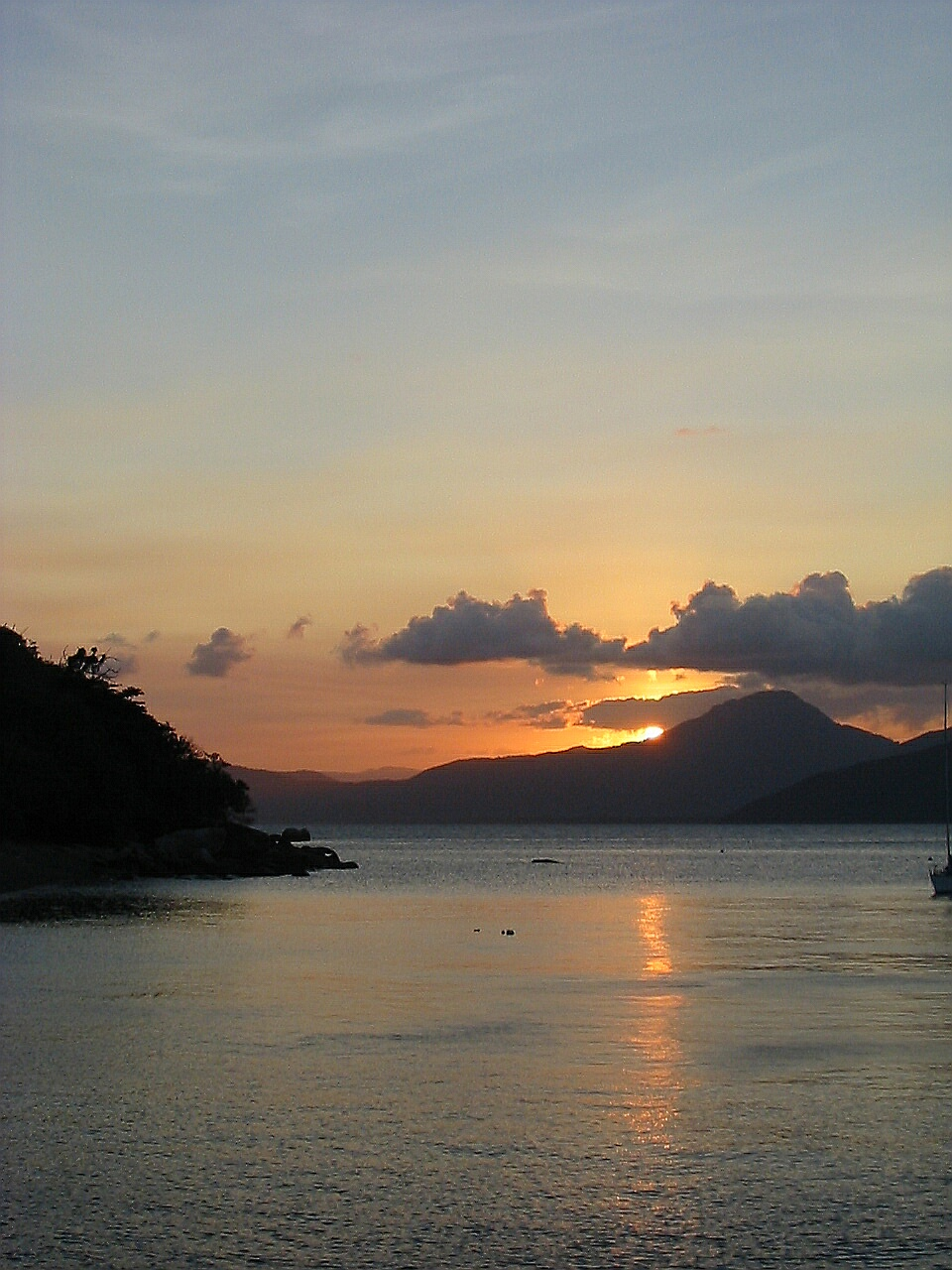
Sonnenuntergang an der Welcome Bay, Fitzroy Island

Das Fitzroy Island Resort liegt an der Welcome Bay. 2007 wurde es grundlegend renoviert: Apartments wurden hinzugefügt und die Einrichtungen am Strand und die Unterkünfte für Rucksacktouristen gründlich überholt.

## Zufahrt
Fitzroy Island kann man mit dem Fitzroy Flyer, einem Motorkatamaran, erreichen, der von der Marlin Marina in Cairns ablegt.